# Compsomelissa harveyi
Compsomelissa harveyi är en biart som först beskrevs av Cockerell 1936.  Compsomelissa harveyi ingår i släktet Compsomelissa och familjen långtungebin. Inga underarter finns listade i Catalogue of Life.